# Dr.Ph.Martin's
Dr.Ph.Martin's（ドクターマーチン）は、1934年にアメリカ合衆国のアローン・スタインによって創業したカラーインクの画材メーカー。
イラストレーター、漫画家の愛用のアナログ画材で、カラーイラストなどを描くことができる。また、近年はカリグラフィーにも使用される。
日本の代理店が2019年後半での販売終了を発表し、Amazon.co.jpの同社公式セラーアカウント「Dr. Ph. Martin’s (JP)」で購入可能。

## 製品一覧

### カラーインク
ドクターマーチン ウォーターカラーインク・ラディアント (Dr.Ph.Martin's - Radiant - CONCENTRATED Water Color)
水溶性の濃縮カラーインク。少量の顔料を含むが耐水性ではない。そのかわり、非常に鮮やかだが彩度の高い鮮明な発色が表現できる。発色を重視した原稿の印刷効果にも優れており、デザイン、イラストレーション、建築パースにと幅広く使用された。
ドクターマーチン ウォーターカラーインク・シンクロマチック (Dr.Ph.Martin's - Synchromatic - TRANSPARENT Water Color)
やはり非耐水性。顔料を含まない透明度の高い水溶性の染料系カラーインク。透明度が極めて高く、写真用フィルム・印画紙、透明フィルムなどに適している。
ドクターマーチン カラーインク・ピグメント (Dr.Ph.Martin's - PIGMENT)
アクリル樹脂を添加した顔料系の不透明カラーインクで、乾くと耐水性になる。やや落ち着いた発色で、印刷原稿にも向く。
ドクターマーチン・ミニ カラーインク (Dr.Ph.Martin's - mini)
アニリン染料をベースにした透明水性カラーインク。好評を得たドクターマーチン ウォーターカラーインク・ラディアントから24色を厳選して、プラスチック製ミニボトルに詰めて販売されている。デザイン、イラストレーション、コミック、カリグラフィーに適している。
ドクターマーチン ハイドラス・ファインアート・ウォーターカラー (Dr.Ph.Martin's - Hydrus Fine Art Watercolor)

### ホワイトインク
ドクターマーチン ペンホワイト (Dr.Ph.Martin's PEN-WHITE)
つけペンやエアブラシに使える水性ホワイトインク。つけペンで漫画の白い文字を描いたり、修正も出来できる。
ドクターマーチン ブリードプルーフホワイト (Dr.Ph.Martin's BLEED PROOF WHITE)
修正液に似た隠蔽率の高いホワイトインクで、ペン入れのミスを修正したことができる。少量の水で溶き、小筆に付けて使う。

### インディアインク
ドクターマーチン ブラックスター・マット・インディアインク (Dr.Ph.Martin's - Black Star Matte Waterproof India Ink)
高密度でマット調に仕上がる純黒の耐水性インク。非常に色が濃く、エアブラシに適用している。
ドクターマーチン ブラックスター・ハイキャブ・インディアインク (Dr.Ph.Martin's - Black Star Hicarb Waterproof India Ink)

ドクターマーチン ボンベイ・インディアインク (Dr.Ph.Martin's - Bombay India Ink)

### その他
- ドクターマーチン スペクトラライト・リキッドアクリル (Dr.Ph.Martin's - Spectralite Private Collection Liquid Acrylic)
- ドクターマーチン イリディセント・カリグラフィーカラー (Dr.Ph.Martin's - Iridescent Calligraphy Colors)
- ドクターマーチン テックドローイングインク (Dr.Ph.Martin's - Tech Drawing Ink)
- ドクターマーチン フライスケット・マスク・リキッド (Dr.Ph.Martin's - Frisket Mask Liquid)